# Juan Carlos Upegui Vanegas
Juan Carlos Upegui Vanegas (Medellín, 10 de maig de 1989), és un polític i filòsof colombià. És co-fundador del Partit del Tomàquet i del Partit Independents. Va ser secretari de la No Violència de Medellín per al període 2020-2022.

## Biografia
Va viure la seva infància i adolescència a la comuna 5 - Castella, ubicada a la zona nord-oriental de Medellín. Va cursar la seva educació bàsica primària a la Institució educativa Tricentenari i posteriorment va ingressar a l'INEM José Félix de Restrepo, on va realitzar el seu batxillerat amb èmfasi en Humanitats. Va formar part de planters d'astronomia i sent membre dels Scouts. El pare és un economista i docent dedicat al servei públic.
Upegui va incrementar la participació política en oposició a l'uribisme a nivell nacional i regional, a causa de discrepàncies amb la política de Seguretat Democràtica i la seva postura respecte a la pau. Com a membre del Partit del Tomàquet, es va sumar a l'Onada de la Pau, un moviment que donava suport als Acords de Pau de 2016. En recorregut per l'Alcaldia de Medellín va recolzar l'elaboració del Pla de Desenvolupament Medellín Futur, va estar al capdavant de la creació de la Secretaria de la No-Violència i de la Gerència de Projectes Estratègics.
Va ser filòsof de la Universitat Nacional amb èmfasi a l'Estudi de Llenguatges Naturals aplicats a la tecnologia ia l'estudi de dades. També es va formar amb Harvard-Bloomberg a Lideratge de Ciutats. Durant la seva vida ha transitat per moviments cívics, ambientals i de pau com Pensa Verda, el Partit del Tomàquet i l'Onada de la Pau. Aquesta organització es va enfocar a abordar la crisi climàtica a través de la sembra d'arbres com a símbol de vida i voluntat per a la protecció del planeta.
Upegui va fundar, juntament amb altres joves de Medellín el Partit Independents. A les eleccions del 2019, l'actual alcalde Daniel Quintero Calle va superar amb la votació més alta de la ciutat (304.000 vots). Upegui va ser el líder de la línia programàtica.
Durant la seva participació a l'Alcaldia de Medellín, va recolzar l'elaboració del Pla de Desenvolupament Medellín Futur 2020-2023, va estar al capdavant de la creació i posada en marxa de la Secretaria de la No-Violència i de la Gerència de Projectes Estratègics.
El 2020, es va convertir en el primer secretari de la No Violència en la història de Medellín i Colòmbia. Va aconseguir avenços, com la reducció de la taxa d'homicidis amb més implementació dels Acords de Pau per al període 2019-2023, i la creació d'estratègies econòmiques i culturals en pro de la pau, com Fet en Pau i Música per la Vida que han esdevingut referents per a tot el país.
Upegui va ser seleccionat per cursar estudis a Lideratge de Ciutats amb Bloomberg-Harvard, on va compartir espais de formació amb diversos alcaldes i líders mundials.
Al febrer de 2022, Upegui va renunciar al seu càrrec com a secretari, ia partir del desembre del mateix any, va iniciar la seva campanya a l'Alcaldia de Medellín. Va ser confirmat com el candidat de Daniel Quintero a les eleccions d'octubre que ve. El 6 de juliol de 2023, Upegui va realitzar el llançament oficial de la seva candidatura a l'Alcaldia de Medellín al barri Castella - comuna 5, on va néixer i va créixer.